# چاقو

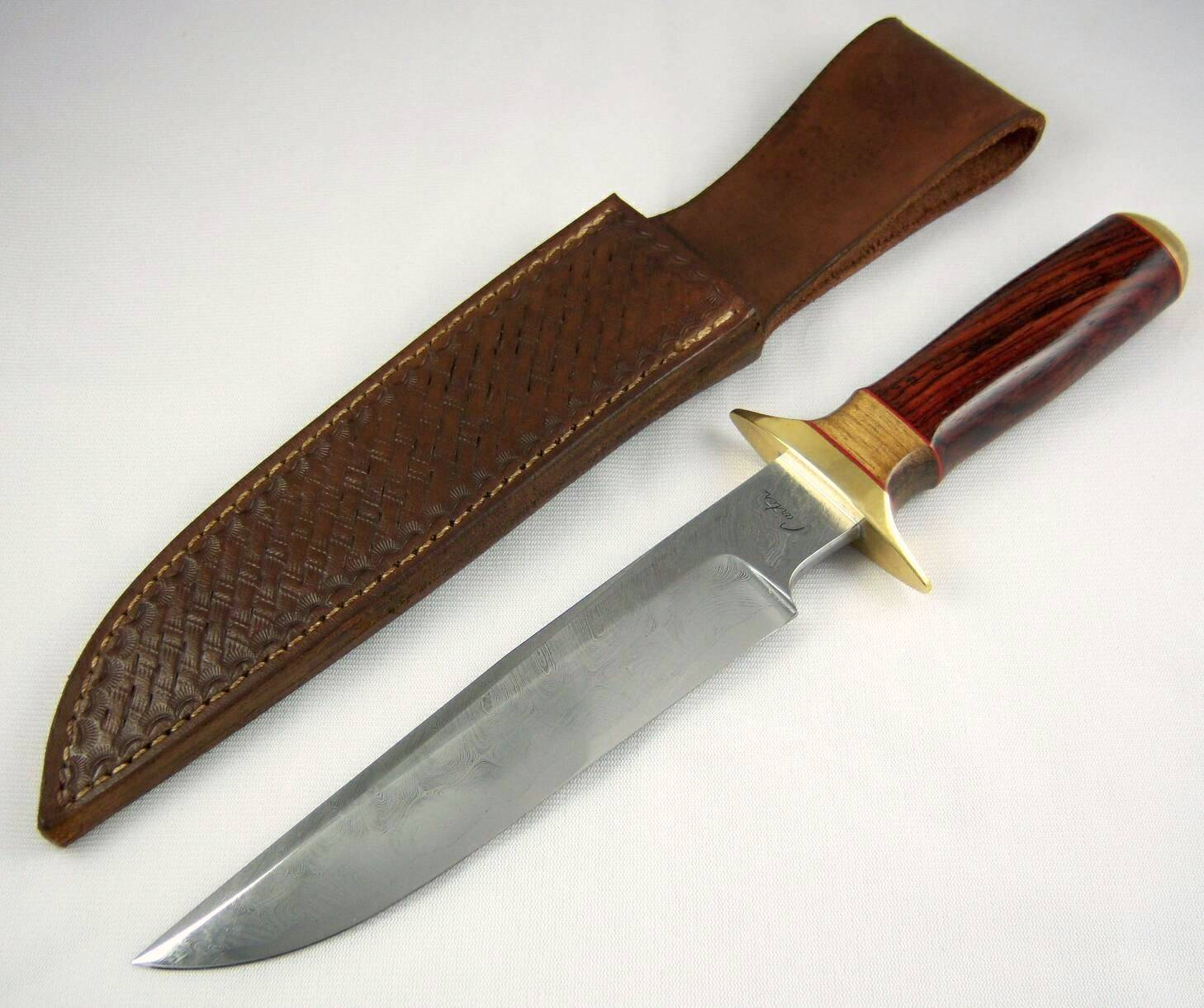
یک چاقوی باوی از جنس فولاد.

چاقو یا کارد ابزاری تیز است که برای بریدن به‌کار می‌رود. رایج‌ترین طرح برای یک چاقو به شکل یک تیغهٔ تیز فلزی است که به‌وسیلهٔ یک زبانه به یک دسته پیوند داده شده‌است. از چاقوها از دوران نوسنگی تاکنون نیز به‌عنوان ابزار یا جنگ‌افزار بهره‌گیری شده‌است. از چاقوهای نخستین، ابزارهای دیگری مانند ساطور، خنجر و شمشیر مشتق شده‌اند. کارد و چاقو این دو واژه هر یک برای آلت یا وسیله‌ای برنده به کار می‌رود ولی آلتی که کارد نامیده می‌شود با آلتی که چاقو خوانده می‌شود فرق دارد. چاقو آلتی است که لبهٔ برندهٔ آن در دستهٔ آن بر می‌گردد و می‌خوابد و لذا می‌توان آن را در جیب هم گذاشت ولی کارد وسیله ایست که لبهٔ آن روی دسته بر نمی‌گردد. پس آلت برنده‌ای که همراه با چنگال سر میز غذا خوری می‌گذارند کارد است نه چاقو.
کاردهای گوناگونی وجود دارند که برای کارکردهای گوناگون به‌کار می‌روند، مانند: کارد میوه‌خوری، غذاخوری، چاقوی حکاکی، گل‌کنی، دالبُرزنی، توپی‌کنی، ضامن‌دار و جز اینها.
ابزاری که برای تیز کردن لبهٔ چاقو به‌کار می‌رود، چاقوتیزکن نام دارد. استان زنجان از مراکز برجستهٔ چاقوسازی در ایران است.

## واژه‌شناسی
دربارهٔ ریشهٔ واژهٔ «چاقو» میان متخصصان واژه‌شناسی اتفاق‌نظر وجود ندارد. ویلهلم آیلرس معتقد است که این واژه برگرفته از /čāγūk*/ است و آن هم از /-čākū-ka*/‏ مأخوذ است و با «چاکِ» فارسی، به‌معنی «شکاف» و نیز به‌معنی «زدن» و «ضربه‌زدن» ریشهٔ مشترک دارد. اما گرهارد دورفر  توضیح: «چَک» به‌معنی «سیلی» نیز با «چاک» به‌معنی «ضربه‌زدن» و نیز با «چکش» هم‌ریشه است. جانی چِئونگ گفته‌است که ریشهٔ این واژه‌ها /-čak/‏ یا /-čag/‏ به‌معنی «زدن، ضربه‌زدن» است. آیلرس و شاپکا معتقدند که «چَکاچاک»، «چَکاچَک»، «چاکاچاک» و «چاک‌چاک»، که به‌معنی صدای گرز و به‌هم‌خوردنِ شمشیر و امثال آنهاست، با همین واژه‌ها مرتبط است. ظاهراً همهٔ واژه‌های اخیر نام‌آوا هستند.

## چاقوی راجرز
چاقوی راجرز (به انگلیسی: Rogers) نام شرکت چاقوسازی‌ای در بریتانیا است که چاقویی به همین نام می‌سازد. این کمپانی در دوران پادشاهی قاجار و پهلوی در ایران دارای نمایندگی‌های کوچک و سازندگانی بوده‌است.

## بخش‌های چاقو
1. تیغه
2. دسته
3. نوک؛ سر چاقو در جهت فشار

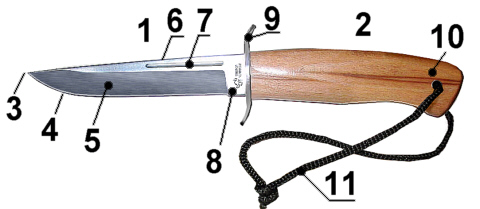
بخش‌های تشکیل‌دهندهٔ چاقو

4. لبه؛ سطح برش چاقو، گسترش‌یافته از نوک تا پاشنه
5. سخت‌کاری‌شده؛ به شکل سطح مقطع از تیغه
6. ستون فقرات چاقو؛ بخش ضخیم تیغه، نزدیک لبهٔ چاقو، طرف مقابل لبه، در یک چاقوی دولبه و بیشتر به سمت وسط
7. فولر (سلاح)؛ یک شیار اضافه‌شده به تیغه برای سبک‌تر شدن آن
8. ریکاسو؛ بخش مسطح از تیغه، واقع در محل اتصال از تیغه و چاقو، تقویت‌کننده و نگهبان
9. ضامن، گارد یا محافظ؛ مانع بین تیغه و دسته که مانع از لغزش رو به جلوی دست به سمت تیغه می‌شود
10. دستهٔ چاقو یا شمشیر؛ پایان چاقو در جهت واردآوردن نیروی فشار و ضربه

## حکاکی و ایجاد نقوش بر روی تیغه چاقو
بسیاری از تولید کنندگان چاقو امروزه بر روی تیغه و دسته چاقو طرح های زیبایی را خلق می کنند. از روش های متداول حکاکی روی چاقو می توان به روش های زیر اشاره کرد:
1. حکاکی دستی (Hand Engraving)
2. حکاکی با اسید روی چاقو
3. حکاکی لیزری روی چاقو (Laser Engraving)
4. حکاکی با سندبلاست (Sandblasting)
5. چاپ تامپو (Pad Printing)

## نگارخانه

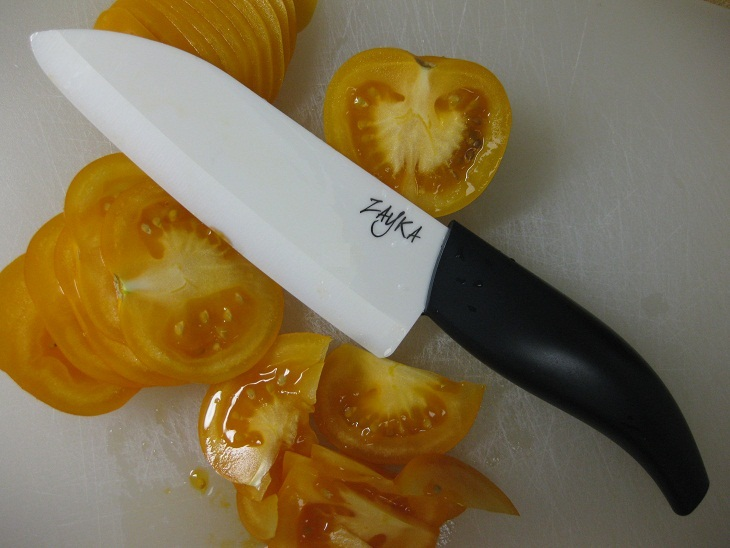
چاقوی سرامیکی
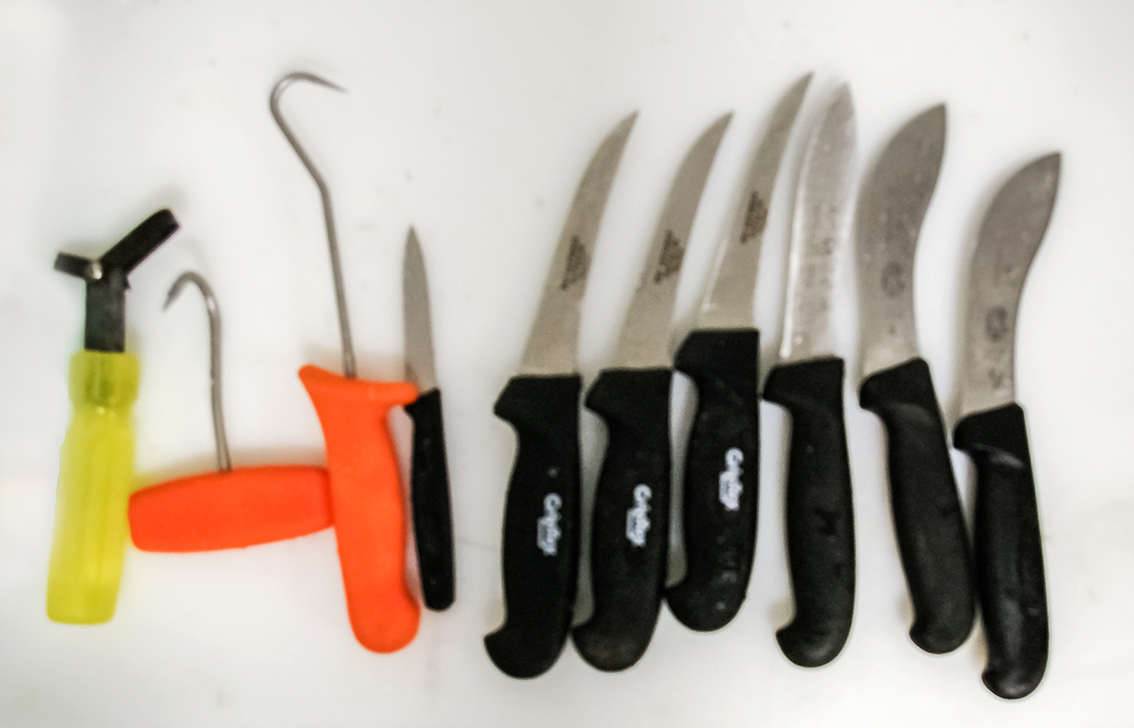
چاقوهای برنده
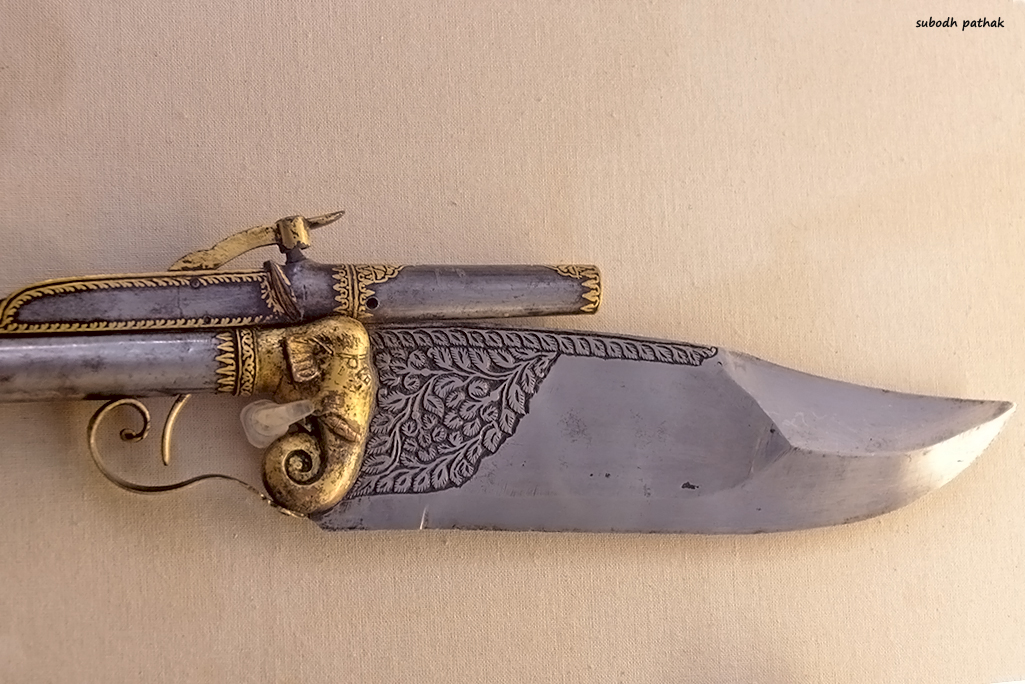
چاقوی قدیمی